# Мікава (Ямаґата)

38°47′40″ пн. ш. 139°50′59″ сх. д. / 38.79444° пн. ш. 139.84972° сх. д.
Міка́ва (яп. 三川町, みかわまち, МФА: [mʲikawa mat͡ɕi̥]) — містечко в Японії, в повіті Хіґасі-Таґава префектури Ямаґата. Станом на 1 жовтня 2008 площа містечка становила 33,21 км². Станом на 1 січня 2009 населення містечка становило 7862 осіб.